# Междуреченск (Самарска област)
Вижте пояснителната страница за други значения на Междуреченск.
Междуреченск (на руски: Междуреченск) е селище от градски тип в Русия, разположено в Сизрански район, Самарска област.
Населението му към 1 януари 2018 година е 2720 души.